# Campo del Guinardó
El Camp del Guinardó fue un estadio de fútbol de la ciudad de Barcelona, España, ubicado en el barrio de El Guinardó. Fue la sede del Club Esportiu Europa entre 1923 y 1931. También fue conocido popularmente como Camp dels Cuartels (en castellano, Campo de los Cuarteles) al estar situado cerca del Cuartel de Lepanto de la Guardia Civil.
Desde 1942 combinó el uso futbolístico con el ciclista al incorporar un velódromo alrededor del campo y desde 1960 se convirtió en el Velódromo Mostajo hasta su cierre definitivo en 1964. No debe confundirse con el Camp Municipal del Guinardó, sede actual del FC Martinenc, que se encuentra ubicado en la Ronda del Guinardó de Barcelona.

## Historia
Desde 1910 el CE Europa tuvo varios terrenos de juego de breve duración. A principios de los años 20 el Club empezó a buscar unos terrenos que se adecuasen mejor a sus necesidades y pudiesen ser más duraderos. Así lo informaba el semanario La Jornada Deportiva del 17 de noviembre de 1921: El Europa buscará un nuevo terreno para desarrollar el deporte para todas sus secciones: fútbol, atletismo, rugby y básquet. A finales de 1921 comprará 712.000 palmos cuadrados entre las calles Lepanto y Cerdeña, sobre la Travesera de Gracia.
El nuevo campo se construyó en un área situada aproximadamente entre las actuales calles de la Encarnación -donde estaba la puerta principal-, Lepanto, Taxdirt (antes San Luis) y Alcalde de Móstoles (antes Marina), cerca del anterior campo de la calle Industria y del actual Nou Sardenya. Tenía capacidad para aproximadamente 19 000 espectadores, 2000 de ellos sentados. Se inauguró el 8 de diciembre de 1923, con un encuentro amistoso entre el CE Europa y el Szombathelyi Haladás húngaro, que terminó con empate (1-1).
En 1929 se puso en marcha la liga española de fútbol y el CE Europa fue uno de los diez clubes integrantes de la Primera División. Durante esas tres temporadas, el Campo del Guinardó acogió los partidos en la máxima categoría del Club. 
Al finalizar la temporada 1930-31 los escapulados descendieron a Segunda División, en medio de una fuerte crisis económica y social del Club. Para la temporada siguiente se fusionaron con el Gracia FC, tomando la denominación de Catalunya FC, aunque la fusión se deshizo antes de acabar la temporada. El nuevo Club se trasladó al Camp dels Quinze, en el paseo del Mariscal Jofre (actualmente avenida de Borbón), un terreno mucho más modesto acorde con sus posibilidades, entonces muy precarias.
Después de deshacerse la unión entre CE Europa y Gracia FC en la temporada 1932-33, el Gracia FC –renombrado como UD Gracia- volvió a utilizar el Campo del Guinardó, mientras el CE Europa continuaba en el denominado Camp dels Quinze.
El 27 de mayo de 1942 se inauguró alrededor del campo de juego una pista de ciclismo, pasando el recinto a ser conocido como Velódromo de Gracia. En el mismo se celebraron importantes reuniones ciclistas, entre ellas siete campeonatos de España de ciclismo en pista entre 1951 y 1953 así como varios de Cataluña, hasta 1954.
A finales de los años 50 adquirió los terrenos el ciclista Santiago Mostajo, que había sido bicampeón de España en 1952 en esa misma pista, que reformó la pista y el recinto pasó a llamarse Velódromo Mostajo. Se inauguró oficialmente el 8 de mayo de 1960, y acogió, además de partidos de fútbol de categoría regional, múltiples competiciones y exhibiciones ciclistas e incluso de automovilismo.
En 1964 cesó su actividad y fue derribado a consecuencia del crecimiento urbanístico de la ciudad para construir viviendas.